# Toronto Lynx
O Toronto Lynx Soccer Club foi um clube canadense de futebol, da cidade de Toronto, Ontário.
Fundado em 1997, jogou nas ligas menores de futebol dos Estados Unidos até 2017, quando foi incorporado ao Oakville Blue Devils - em 2015, houve a fusão do time masculino, que disputava a USL League Two (na época, USL Premier Development League), o quarto nível da pirâmide do futebol estadunidense.
Usava o Centennial Park Stadium, com capacidade para 2.200 torcedores, para o mando de seus jogos.

## Jogadores históricos
- John Nusum
- Ali Gerba
- Atiba Hutchinson
- Dwayne De Rosario
- Marco Reda
- Pat Onstad